# 蔓橋

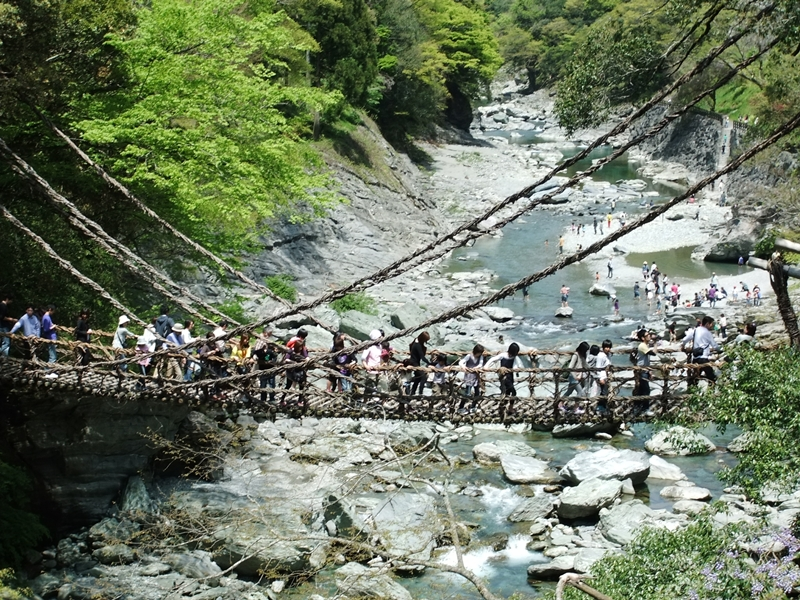
位於西祖谷山村的蔓橋 (2010年攝)

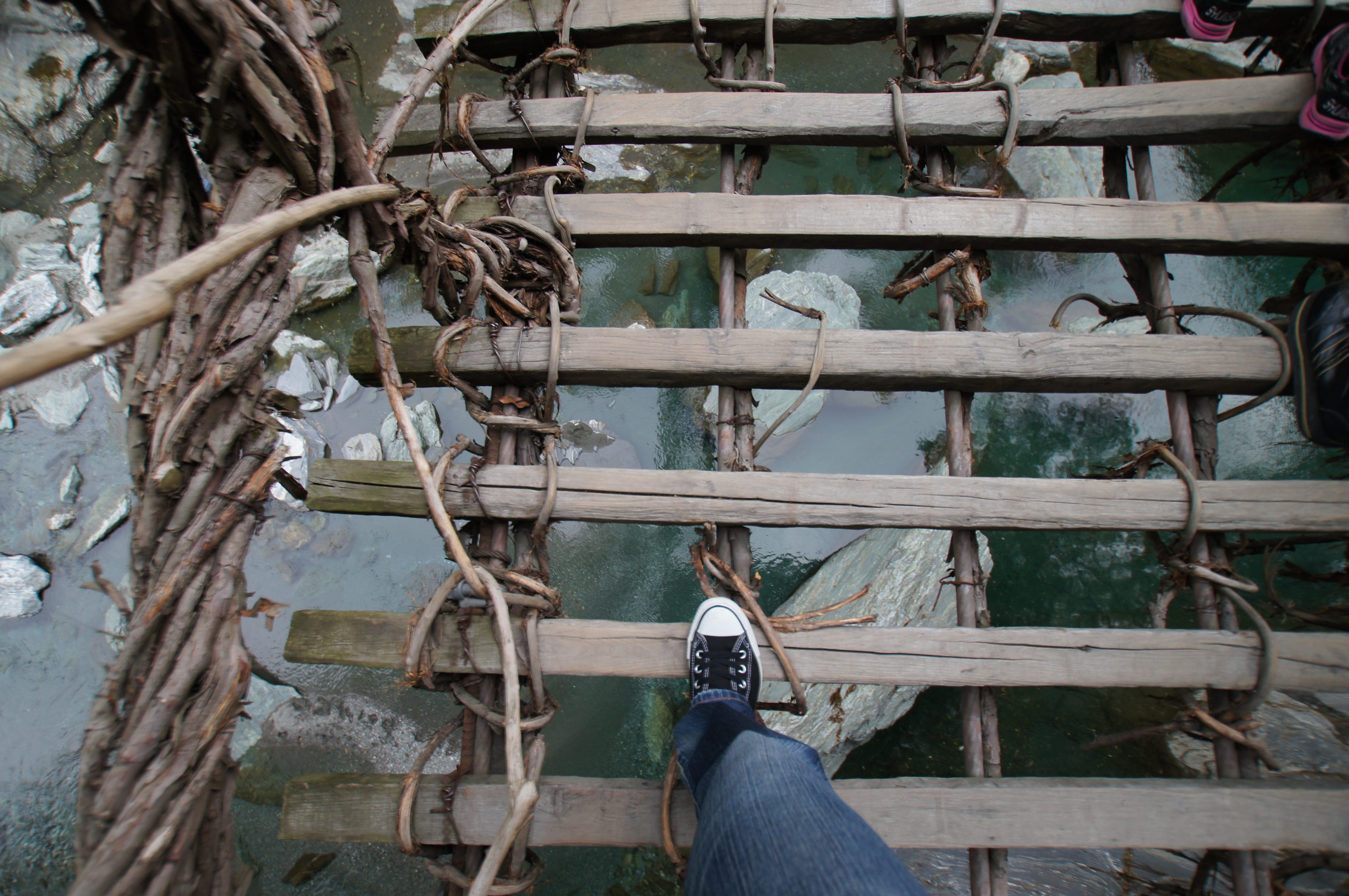
可以望穿橋下的橋面。(2011年攝)

蔓橋，亦又翻譯為「藤蔓橋」或「葛橋」，是採用具有良好韌性樹枝所築成的吊橋。蔓橋的獨特之處，在於全橋材料均以樹枝編織而成，當置身於橋上時，會立時感受到橋面不斷的搖愰及擺動，另外，橋面腳踏部份是由半圓柱樹幹所砌成，樹幹間留有約1吋半至2吋的空隙，可以望穿橋下的河流及河床。
位於日本德島縣三好市西祖谷山村的蔓橋，為德島縣著名的旅遊景點，也是最具知名度的一座蔓橋；這座蔓橋也是日本及德島縣指定重要有形民俗文化財產，在部分資料中亦被列為「日本三奇橋」。
在日本，除了位於祖谷的藤蔓橋外，在附近的東祖谷管生地區的奧祖谷二重藤蔓橋及福井縣今立郡池田町也有同樣以藤蔓編織而成的藤蔓橋，其中池田町的藤蔓橋是為了拓展當地觀光事業，並聘請由東祖谷來的工匠協助複製，但知名度仍遠不及西祖谷的這一座。

## 歷史
根據歷史文獻的記載，德島縣的祖谷地區過去曾經有多座的藤蔓橋，其中最早的紀錄是1646年的《阿波國圖》，記錄了有七條藤蔓橋的存在；1657年《阿波國海陸度之の帳の寫》當中的「祖谷紀行」則更指出有多達13條。
在祖谷的藤蔓橋起源流傳著一種的說法，指昔日弘法大師來到祖谷一帶宣揚佛法，有感當地的村民住在山區中，行動不便，便提議村民建橋；但當地村民表示他們因為是平家落人，在屋島之戰被源氏軍打敗之後，退至祖谷一帶深山隱居，不築橋是避免遭源氏發現及追殺，於是弘法大師提議他們可以利用藤蔓築橋，當遇上危急時，亦可以在短時間內割斷藤蔓以保護村民，蔓橋就這樣出現了。但這個說法並不可信，弘法大師於公元835年去世，但屋島之戰卻是1184-85年才發生，兩者相差超過300年，因此弘法大師絕不可能教導平家落人如何築起蔓橋。但這個說法至今仍在觀光資料中被大量使用。
日本自1970年舉辦了世界博覽會後，帶動了日本國民搭乘火車於國內旅遊的風氣，當時的日本國有鐵道推出了「DISCOVER JAPAN」（日語：ディスカバー・ジャパン）宣傳活動，向國民介紹不同縣的旅遊名勝，祖谷的蔓橋即為當時其中一處推薦地點，因此短時間內其知名度急速上升，成為了人氣旺盛的旅遊點。

## 各地的蔓橋

### 祖谷的蔓橋
祖谷的蔓橋位於日本德島縣三好市西祖谷山村善德地區，跨越祖谷川。現的祖谷的蔓橋全長45米，寬2米，距離溪谷高度則有14米，扶手、腳踏位、以致拉緊橋身的吊索均以軟棗獼猴桃樹枝為主要材料。1915年（大正4年），蔓橋曾一度改以鋼纜代替樹枝，到了1928年，當地為了振興旅遊業，又再度改回以樹枝製橋，但基於安全考慮，承力最大的地方仍然維持使用鋼纜，而其他部份，則採用樹枝包裹鋼纜的方式來保存原貌，直至今天。
現時每年的參觀人數達35萬人，大量的遊客到訪，令到橋身的老化及損耗速度變快，因此每隔三年便會重新架設一次，為期由兩星期至一個月不等，護修期間蔓橋會暫停開放。最近一次護修於2015年2月完成並重新開放。因應原材料的成本增加（特別是較粗大的樹枝），近年起已改用以較幼的樹枝互相束綑去製成粗身的藤蔓。
其開放時間是視乎當日的日出及日落時間而決定；入場費為大人550日圓，兒童350日圓。晚上不對外開放，但會有燈光點緻。
交通
- 乘坐JR四國土讚線特急列車至「阿波池田站」再轉四國交通巴士「祖谷線」（往かずら橋或久保），平日7班約1-2小時一班，車程約1小時，在「かずら橋」站下車再步行3分鐘。[7]
- 乘坐JR四國土讚線至「大步危站」下車，再轉乘巴士（往久保/かずら橋），車程只須26分鐘但平日只有4個班次，4月-11日的星期六、日及假日、黃金周及御盤節期間，則1-2小時一班。[8]

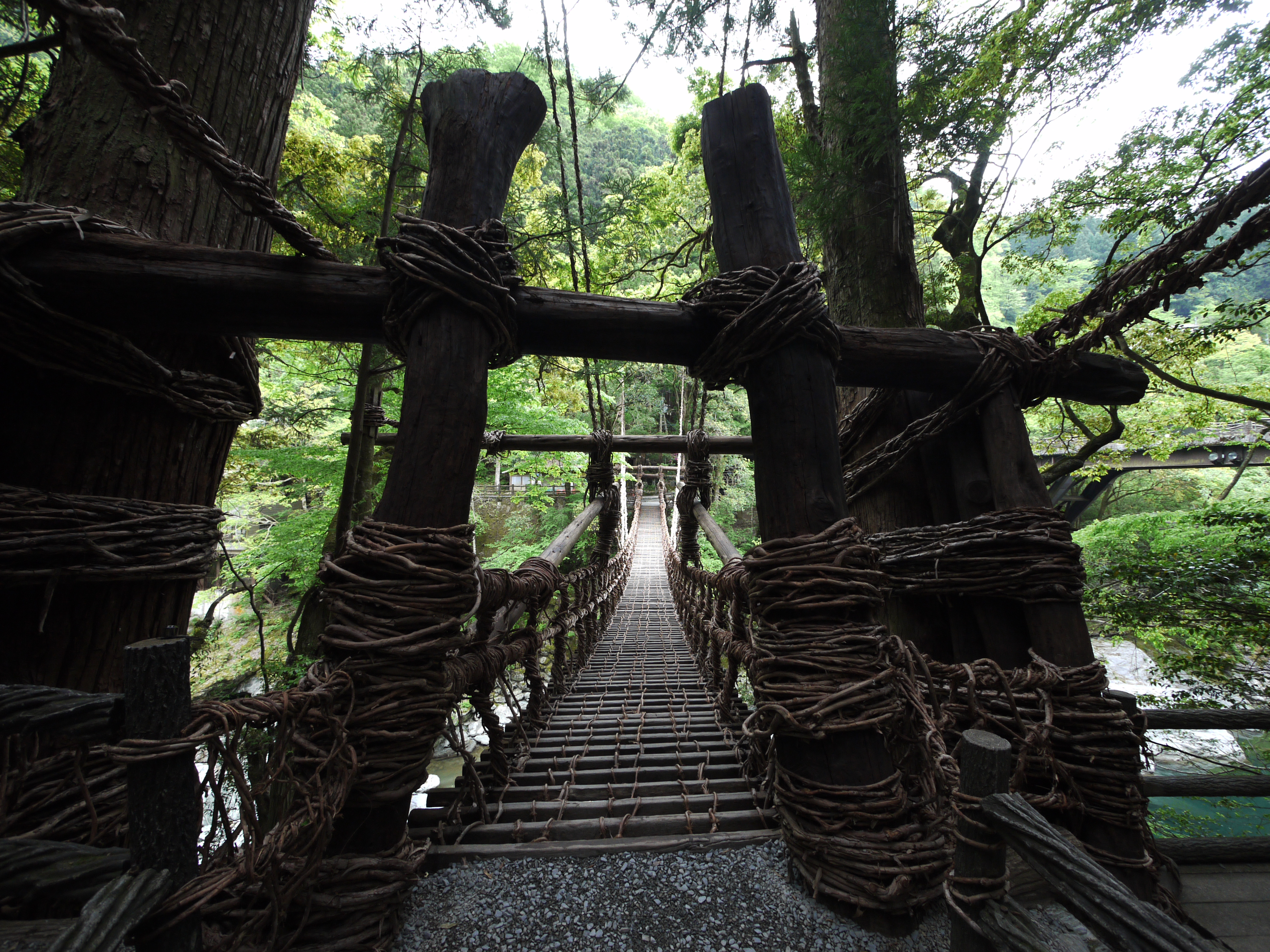
祖谷的蔓橋（攝於2015年）
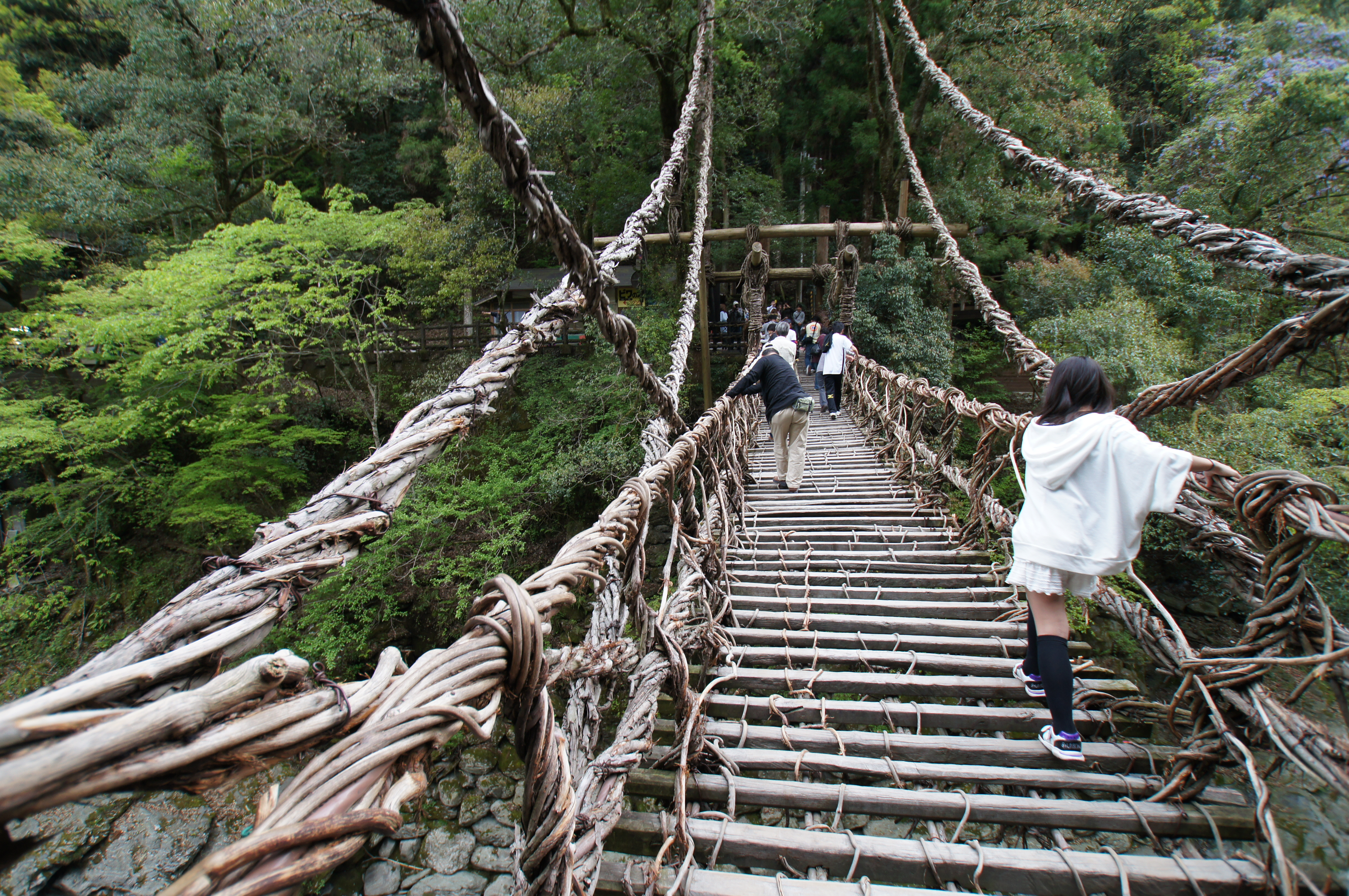
祖谷的蔓橋（攝於2011年）
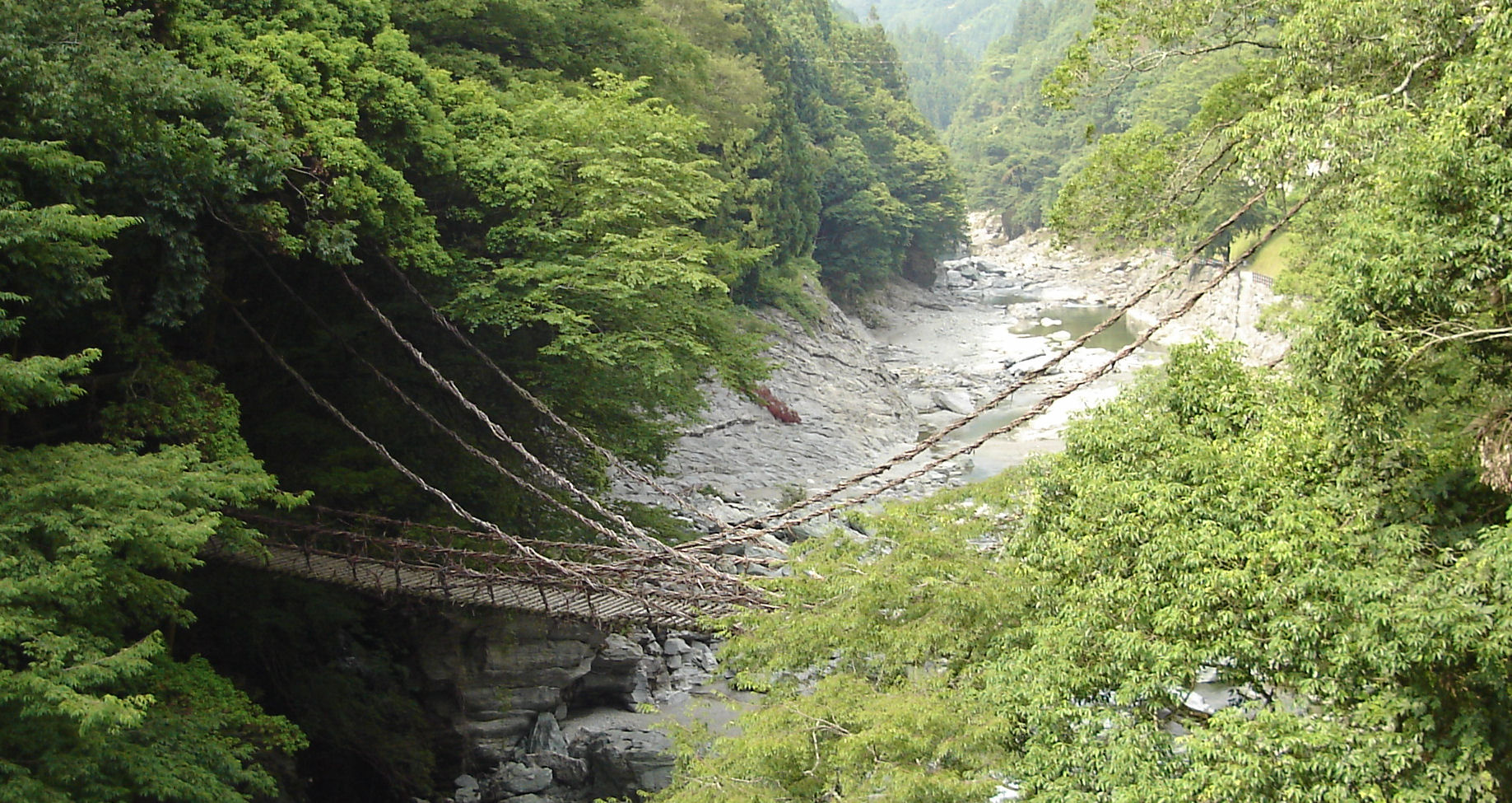
祖谷的蔓橋（攝於2005年）

### 奧祖谷二重蔓橋
奧祖谷二重蔓橋位於德島縣三好市東祖谷管生地區，一樣是跨越祖谷川，在此建有兩條並排的蔓橋，分別為長42米的「男橋」和長20米的「女橋」，因此通稱為「男橋女橋」或「夫婦橋」。

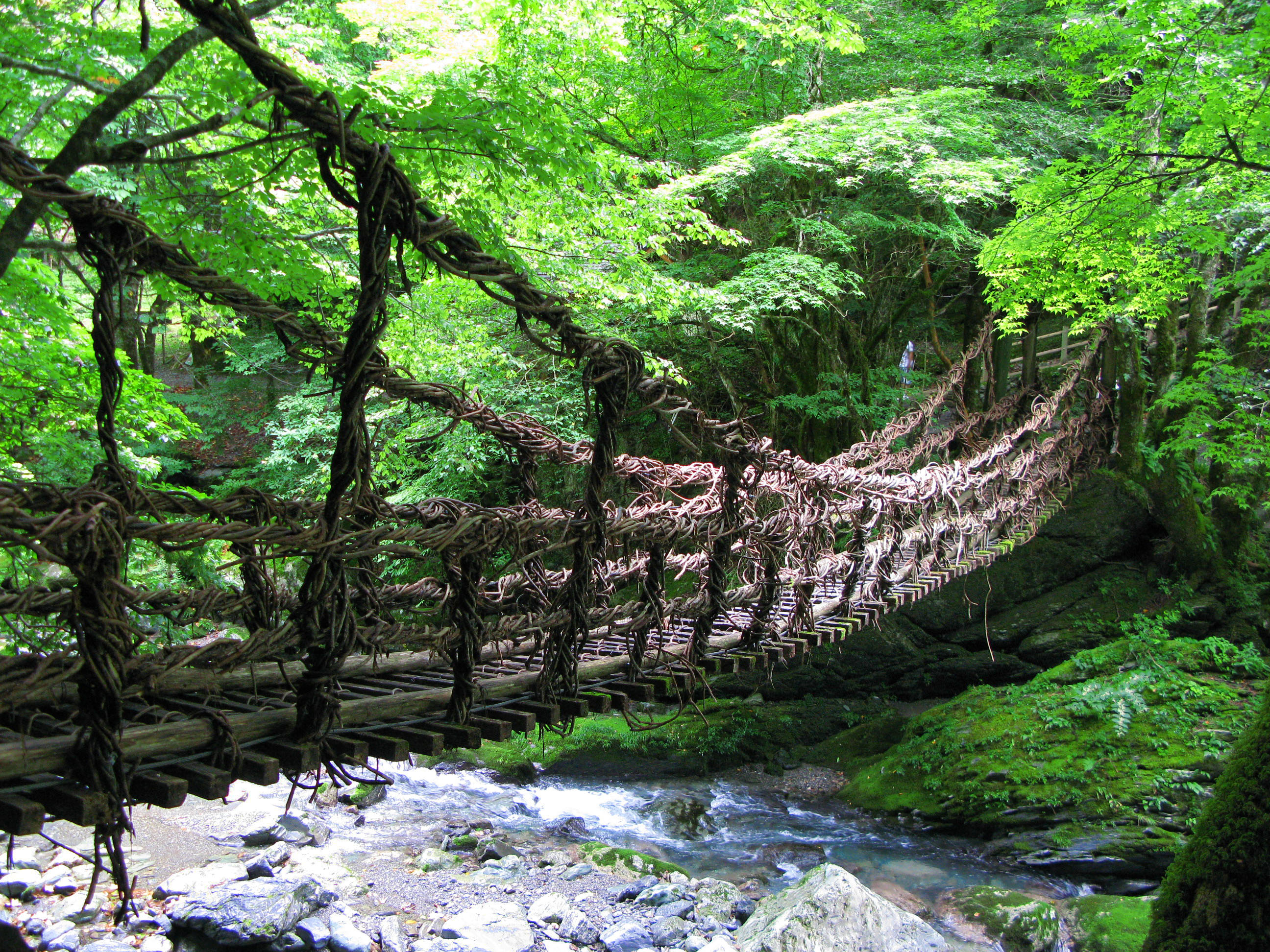
奧祖谷二重蔓橋的男橋
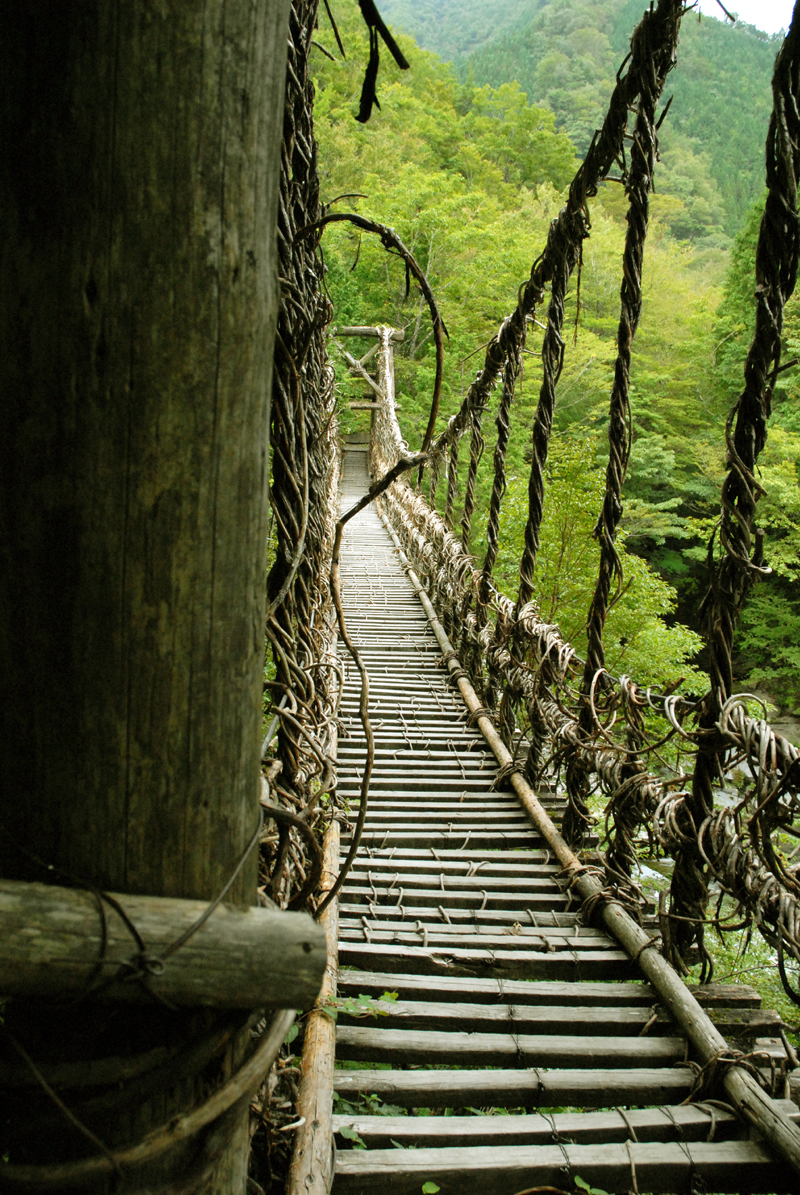
奧祖谷二重蔓橋

### 池田町蔓橋
池田町蔓橋位於福井縣池田町志津原地區，跨越足羽川，全長44公尺，離水面高度12公尺；於1989年為促進觀光仿祖谷的蔓橋而興建，使用材料一樣為軟棗獼猴桃。

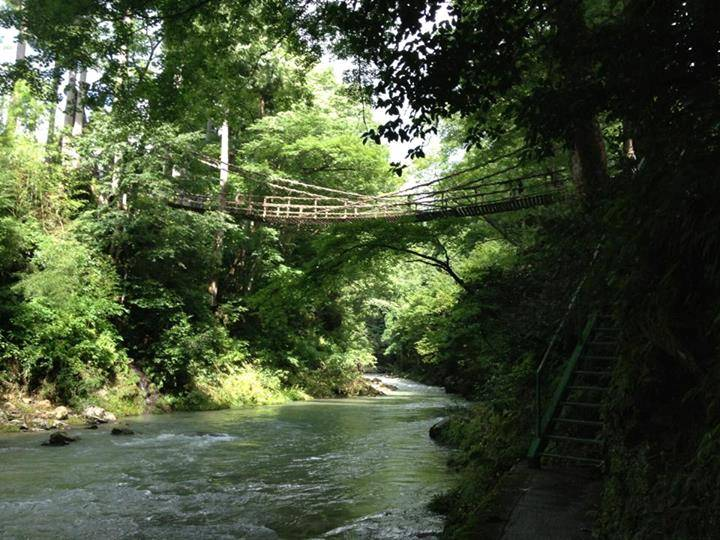
池田町蔓橋

## 外部連結
- （日語） 蔓橋 - 阿波導航
- （日語） 祖谷的蔓橋 - 大步危﹒祖谷觀光導航
- （日語） 蔓橋 - 福井縣觀光情報 （页面存档备份，存于）